# اصل لذت (مجموعه تلویزیونی)
اصل لذت (لهستانی: Zasada przyjemności) یک مجموعهٔ تلویزیونی جنایی دلهره‌آور و اَکشن لهستانی- چکی-اوکراینی است که در سال ۲۰۱۹ منتشر شد.

## گزیدهٔ بازیگران
- ماوگوژاتا بوچکوفسکا
- کارل رودن
- روبرت گونرا
- میروسواف باکا
- پیوتر گونسافکی
- کریشتف هادک
- آنا گیسلرووا
- استیپه ارچگ
- دوروتا کامینسکا
- پاوئو توخولسکی